# Asszonylázadás
Az Asszonylázadás (eredeti cím: Destry Rides Again) 1939-ben bemutatott fekete–fehér amerikai westernfilm George Marshall rendezésében.
Magyarországon 1940. március 6-án mutatták be.

## Cselekménye
A ,,Vörös macska” mulatóban Frenchy, az érzéki énekesnő pikáns dalaival szórakoztatja a vendégeket. Az emeleti kártyaszobában ezalatt Kent, a mulató tulajdonosa vezetésével hamiskártyás banda működik. Egy idős farmernek még a birtokát is elnyerik, aki a csalást fegyverrel akarja megtorolni. Keogh sheriff azonban visszatartja, és ő maga próbál rendet csinálni, de a kártyaszobában lövés dörren. „Nézhetünk új sheriff után" – mondja közönyösen Frenchy. A városka polgármestere, aki szintén a bűnbanda tagja, az öreg alkoholista Dimsdale-t nevezi ki sheriffnek, amit mindenki nevetve vesz tudomásul. Dimsdale igyekszik megfelelni tisztének, ezért helyettesnek segítségül hívja régi barátja, Destry seriff fiát: Tom Destryt.
A fiatal, elegáns Tom Destry postakocsival és – mindenki meglepetésére – fegyver nélkül érkezik; udvariasan segít útitársnőjének kiszállni a kocsiból. Eleinte nem is veszik őt komolyan, de hamarosan kiderül, hogy Destry kemény legény. Frenchy igyekszik őt megkörnyékezni, ám a férfi ellenáll a csábításnak. A garázdákat fegyver nélkül is megfékezi, érvényt szerez a törvénynek, közben Kent egyik emberéből vallomást csikar ki. Kent nyugtalanul látja, hogy eddigi uralmának befellegzett. Tom az öreg Dimsdale segítségével ráakad a meggyilkolt Keogh holttestére. Közben a részeges seriffet is lelövik, és erre Tom Destry is fegyvert fog: megkezdődik a végső leszámolás. A városka lakói az asszonyokkal együtt Destry mellé állnak, betörnek a mulatóba és leszámolnak a fegyverrel védekező banditákkal. Amikor Kent az emeletről fegyverével célba veszi a harcoló Destryt, Frenchy észreveszi és hirtelen Destry mellére veti magát, a halálos lövés őt találja el. Tom végül a vele együtt érkezett fiatal útitársnő oldalán találja meg a családi boldogságot.

## Értékei
A hazai ismertető az 1940-es bemutató idején így jellemezte a filmet: „Végre egy vadnyugati film, amelyből hiányzik a holdvilág-romantika, rettenthetetlen revolverhősök sem száguldoznak, negyedórás boxpárbaj sincs benne. Az izgalom azért hiánytalan, de sokkal emberibb, reálisabb a történet, mint az eddigi cowboy-filmeké.”
Max Brand azonos című regényét először 1932-ben vitték filmre Tom Mix-szel a főszerepben, rendezte Benjamin Stoloff. A harmadik változat 1954-ben készült szintén George Marshall rendezésében, ennek főszerepét Audie Murphy, Marlene Dietrich szerepét pedig Mari Blanchard játszotta. „Mindkettő reménytelenül sótlannak hat az Asszonylázadáshoz képest, amelyet a remek színész játék mellett Friedrich Hollander dalai tesznek emlékezetessé.”

## Szereplők
- Marlene Dietrich – Frenchy, énekesnő a mulatóban
- James Stewart – Thomas Jefferson „Tom” Destry
- Mischa Auer – Boris Callahan
- „Charlie” Winninger – „Wash” (Washington Dimsdale), az új seriff
- Brian Donlevy – Kent, a mulató tulajdonosa
- Allen Jenkins – „Gyp” Watson
- Warren Hymer – „Bugs” Watson
- Irene Hervey – Janice Tyndall
- Una Merkel – Lily Belle, „Mrs. Callahan”
- Billy Gilbert – „Loupgerou”
- Samuel S. Hinds – Judge Slade, polgármester
- Jack Carson – Jack Tyndall
- Lillian Yarbo – Clara